# Splatterhouse 2
Splatterhouse 2 — видеоигра в жанре beat 'em up, разработанная компанией Now Production в 1992 году. Издательством игры занималась компания Namco. Игра является продолжением видеоигры Splatterhouse от компании Namco.

## Геймплей
Игра мало изменилась со времён оригинальной игры. Игрок вновь играет за Рика, который получил неимоверную силу благодаря Маске Ужаса, что помогает ему быстро расправляться с монстрами. Графика в игре стала лучше — заметен «блеск» мышц и пальцев на ногах Рика, слизи монстров и прочего. Также игра обогатилась визуальными эффектами. Цвет костюма Рика, а также сама маска изменились. Музыка по стилю похожа на музыку из оригинала. Увеличилось число ловушек, что даёт возможность импровизировать — можно убить врага, или отбросить в ловушку.

## Сюжет
События игры разворачиваются через три месяца после событий оригинала. Выжившего после бойни в особняке Рика одолевают кошмары, не дающие ему спокойно жить. Оказывается, есть способ вернуть Дженнифер к жизни. Для этого Рик вновь объединяется с Маской Ужаса и отправляется назад в сгоревший особняк Доктора Уэста, населённый выжившими призраками и монстрами.

## Отзывы
Издание GamePro положительно оценило это продолжение Genesis. Журналист издания Эбби Нормал в своей рецензии написал: «Если вы когда-либо хотели в раннем детстве отомстить всем тем монстрам из шкафа, то теперь у вас есть шанс сделать это виртуально с помощью Splatterhouse 2».